# Sistema Munsell dei colori

Rappresentazione nel sistema Munsell del cerchio di tonalità a luminosità 5 e saturazione 6; i valori neutri da 0 a 10 e le saturazioni dell'azzurro viola a luminosità 5.

Il sistema Munsell dei colori o più semplicemente sistema Munsell è uno spazio dei colori usato come standard internazionale per definire i colori in base a tre coordinate dimensionali: tonalità (Hue), luminosità (Value o Lightness) e saturazione (Chroma). Venne creato da Albert Henry Munsell all'inizio del XX secolo e adottato negli anni trenta dal Dipartimento dell'Agricoltura degli Stati Uniti d'America come sistema di colori ufficiale per le ricerche sul suolo.

## Funzionamento del sistema
Il sistema consiste di tre dimensioni indipendenti rappresentate da un sistema di coordinate cilindriche: 
- tonalità, misurata in gradi su di un cerchio orizzontale
- saturazione, misurata radialmente a partire dall'asse neutro dei grigi verso l'esterno
- luminosità, misurata verticalmente sull'asse dei grigi da 0 (nero) a 10 (bianco).

Munsell determinò il posizionamento dei colori nel sistema misurando la risposta percettiva umana ai colori.

### Tonalità

Un esempio di circonferenza di tonalità nel sistema Munsell.

Munsell divise ogni cerchio orizzontale in cinque colori principali: rosso, giallo, verde, blu e violetto, indicati con le loro iniziali in inglese: R (red), Y (yellow), G (green), B (blue) e P (purple), e in altri cinque colori intermedi adiacenti ad essi. Ognuna di queste dieci suddivisioni è ulteriormente suddivisa in 10 sotto-suddivisioni in modo da dare alla tonalità uno di cento valori. Due colori, di uguale luminosità e saturazione, che si trovano opposti sulla circonferenza delle tonalità sono detti colori complementari e la loro mescolanza additiva genera il grigio della stessa luminosità.

### Luminosità
La luminosità varia verticalmente lungo l'asse verticale delle coordinate cilindriche da un valore minimo di 0 (corrispondente al nero) fino al valore massimo di 10 (corrispondente al bianco). tra questi due estremi si trovano tutte le tonalità di grigio.

### Saturazione
La saturazione è misurata radialmente dal centro di ogni settore circolare del sistema di coordinate cilindriche e rappresenta il grado di "purezza" del colore, dove valori più bassi corrispondono a colori più tenui e tendenti al grigio.
Si noti che non esiste nel sistema Munsell un limite intrinseco al valore di saturazione, aree differenti dello spazio dei colori hanno diverse coordinate di saturazione massima. Ad esempio i colori gialli chiari hanno valori potenziali di saturazione più alti ad esempio dei violetti chiari, questo a causa della natura dell'occhio umano e alla fisica degli stimoli ottici.